# Joëlle Bergeron
Pour les articles homonymes, voir Bergeron.
Joëlle Bergeron, dite aussi Joëlle Guerpillon, née le 28 juin 1949 à Charlieu (Loire), est une femme politique française.
Elle est élue députée européenne sur la liste du Front national (FN) dans la circonscription Ouest à l’issue des élections européennes de 2014 en France. Peu après l'élection, priée de démissionner par la direction de son parti, elle quitte le Front national, dont elle était membre depuis une quarantaine d'années. Elle rejoint en 2019 le Parti chrétien-démocrate.

## Biographie
Elle est élue conseillère municipale de Lorient en mars 2014, après avoir été candidate FN aux élections sénatoriales en 2011. Elle a fait parler d'elle lorsqu'elle s'est dite favorable au vote des étrangers, avant de préciser qu'elle faisait seulement allusion aux ressortissants de l'Union européenne.
Elle est élue députée européenne en mai 2014. Annoncée comme démissionnaire en faveur de Gilles Pennelle,, elle ne souhaite finalement pas quitter ses fonctions. Elle annonce quelques jours plus tard sa volonté de siéger au Parlement européen et le 18 juin, Libération annonce que Joëlle Bergeron a rejoint le groupe Europe de la liberté et de la démocratie directe (ELDD) au Parlement européen. D'après Marine Le Pen, ce ralliement est dû à Carl Lang. Le groupe ELDD est dissous le 16 octobre 2014, pour être recréé le 20 octobre grâce à l'adhésion du Polonais Robert Iwaszkiewicz.
En avril 2016, Joëlle Bergeron démissionne de son mandat de conseillère municipale de Lorient, considérant n'avoir « plus de légitimité à rester élue sur Lorient » depuis la vente de son appartement. Aussi, elle explique cette démission par le fait qu'elle ne pouvait pas assister aux séances de conseil municipal puisque celles-ci se tiennent le jeudi soir, au moment où elle doit se rendre à Bruxelles pour ses fonctions de députée européenne.
Elle rejoint le Parti chrétien-démocrate (PCD) en mai 2019.
Elle est condamnée à un an d'inéligibilité en 2025 en raison de malversations financières dans le cadre de sa profession de commissaire-priseur au sein de l'Hôtel des ventes Bretagne Atlantique de Quimper.